# Brendan McCarthy (Schauspieler)
Brendan McCarthy (* in Marine Corps Base Camp Pendleton, Kalifornien) ist ein US-amerikanischer Schauspieler.

## Leben
Brendan McCarthy wurde in der kalifornischen Marine Corps Base Camp Pendleton als Sohn von Alice und Dr. Michael McCarthy geboren. Er ist das jüngste von fünf Kindern. Seine Eltern sind irisch-deutscher Abstammung. Er ist Absolvent der University of San Diego High School (seit 2005 Cathedral Catholic High School) und besuchte anschließend die San Diego State University, wo er einen Abschluss in Unternehmensführung und einen Abschluss in Studiokunst erhielt. Aufgrund seiner Erfahrungen durch das Baseballteam während seiner Schulzeit, erhielt er 2001 eine Rolle im Fernsehfilm 61, in dem es um Baseball geht.
Zwischen 2011 und 2012 stellte er die Rolle des Nate in der Fernsehserie True Blood dar. Ab 2012 übernahm er in der Fernsehserie Justified in sechs Episoden die Rolle des Tanner Dodd. Nach Episodenrollen in verschiedenen Fernsehserien wie GCB, The Mentalist, Defiance, Legends oder Navy CIS wirkte er 2017 in vier Episoden der Fernsehserie Shooter als Bo Winnick mit.

## Filmografie
- 2001: 61 (Fernsehfilm)
- 2001: Keine Angst vor Halloween (When Good Ghouls Go Bad) (Fernsehfilm)
- 2005: The Works
- 2005: 2001 Maniacs
- 2006: Twist of Fate (Kurzfilm)
- 2010: Rizzoli & Isles (Fernsehserie, Episode 1x01)
- 2011: Poolboy: Drowning Out the Fury
- 2011–2012: True Blood (Fernsehserie, 8 Episoden)
- 2012: Justified (Fernsehserie, 6 Episoden)
- 2012: GCB (Fernsehserie, Episode 1x04)
- 2012: The Mentalist (Fernsehserie, Episode 4x22)
- 2012: A Green Story
- 2013: Holy Ghost People
- 2013: Defiance (Fernsehserie, Episode 1x11)
- 2013: Glow (Kurzfilm)
- 2014: Legends (Fernsehserie, Episode 1x01)
- 2014: The Weight of Water (Kurzfilm)
- 2015: Chicago P.D. (Fernsehserie, Episode 2x16)
- 2015: Die Jupiter Apokalypse – Flucht in die Zukunft (Earthfall) (Fernsehfilm)
- 2015: Selfless – Der Fremde in mir (Self/less)
- 2015: Helen Keller vs. Nightwolves
- 2016: Navy CIS (NCIS ) (Fernsehserie, Episode 13x15)
- 2016: Hidden Truth
- 2016: A Life Lived
- 2016: Undocumented (Kurzfilm)
- 2017: Shooter (Fernsehserie, 4 Episoden)
- 2018: Grace and Frankie (Fernsehserie, Episode 4x13)
- 2018: American Horror Story (Fernsehserie, Episode 8x04)
- 2019: Racheakt (Most Likely to Murder)
- 2020: 9-1-1: Lone Star (Fernsehserie, Episode 1x05)